# Priscilla Lopes-Schliep

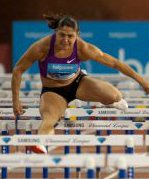
Priscilla Lopes-Schliep beim Memorial Van Damme 2010

Priscilla Lopes-Schliep (geborene Lopes; * 26. August 1982 in Scarborough, Ontario) ist eine ehemalige kanadische Hürdenläuferin, die sich auf die 100-Meter-Strecke spezialisiert hatte.

## Leben
Priscilla Lopes-Schliep ist 1,63 m groß und wiegt 67 kg. Sie schloss 2006 ein Studium der Soziologie an der University of Nebraska ab, in deren Basketball-Team ihr Ehemann Bronsen Schliep spielte, und lebt derzeit in Whitby (Ontario). Aufgrund einer genetischen Mutation leidet sie an der Stoffwechselkrankheit Lipodystrophie.

## Erfolge
2004 wurde sie Hallenmeisterin der NCAA über 60 Meter Hürden und Freiluft-Vizemeisterin über 100 Meter Hürden. Bei den Olympischen Spielen in Athen schied sie im Vorlauf aus. Im darauffolgenden Jahr wurde sie erneut NCAA-Vizemeisterin und kam bei den Weltmeisterschaften in Helsinki ins Halbfinale.
2006 stellte sie im 9. Juni in Sacramento mit 12,60 s ihren persönlichen Rekord auf. Bei den Weltmeisterschaften 2007 in Osaka kam sie nicht über den Vorlauf hinaus.
Bei den Olympischen Spielen 2008 in Peking gewann sie mit 12,64 s in einem Foto-Finish die Bronzemedaille hinter Dawn Harper (USA) und der zeitgleichen Sally McLellan (AUS). Die Zweite und die Sechste des Finales trennten nur zwei Hundertstelsekunden.
2009 konnte sie mit neuer persönlicher Bestleistung von 12,54 s die Silbermedaille bei den Weltmeisterschaften in Berlin gewinnen.